# Рицнојендорф-Штаков
Рицнојендорф-Штаков (њем. Rietzneuendorf-Staakow) општина је у њемачкој савезној држави Бранденбург. Једно је од 37 општинских средишта округа Даме-Шпревалд. Према процјени из 2010. у општини је живјело 666 становника. Посједује регионалну шифру (AGS) 12061405.

## Географски и демографски подаци
Рицнојендорф-Штаков се налази у савезној држави Бранденбург у округу Даме-Шпревалд. Општина се налази на надморској висини од 52 метра. Површина општине износи 28,0 km². У самом мјесту је, према процјени из 2010. године, живјело 666 становника. Просјечна густина становништва износи 24 становника/km².